# Eduárd kenti herceg
Eduárd kenti herceg (London, 1935. október 9. –) (angolul Prince Edward, Duke of Kent) a brit királyi család, a Windsor-ház tagja, V. György brit király unokája, 1942 óta Kent hercege.
Eduárd herceg unokatestvére, II. Erzsébet brit királynő nevében számos hivatalos feladatot ellát. Legismertebb tisztsége az angol tenisz- és krikettegyesület, a wimbledoni székhelyű All England Lawn Tennis and Croquet Club elnöke. 2001-ig az Egyesült Királyság különmegbízottja volt nemzetközi kereskedelmi és befektetési kérdésekben. Emellett a brit cserkészszövetség, az angol egyesült szabadkőműves-páholy, a Royal United Services Institute katonai-külpolitikai kutatóintézet, illetve a Királyi Társaság (Royal Institution) elnöke.
Eduárd herceg születésekor a 7. volt az Egyesült Királyság trónöröklési rendjében, de 2013-ra, György herceg megszületése után jelenleg a 35. helyet foglalja el.

## Fiatalkora
Eduárd herceg 1935. október 9-én született Londonban, szülei No. 3 Belgrave Square címen található városi rezidenciáján. Apja György kenti herceg, V. György brit király legkisebbik fia, anyja Marina kenti hercegné, görög és dán hercegnő. A brit uralkodó unokájaként megillette a brit királyi hercegi cím, illetve az Ő királyi fensége Kenti Eduárd herceg megszólítás.
Eduárdot a Buckingham-palota kápolnájában keresztelték meg 1935. november 20-án, keresztszülei voltak többek között V. György király és Mária királyné, Eduárd walesi herceg (nagybátyja) és Miklós görög királyi herceg (anyai nagyapja).
Eduárd herceg tanulmányait a Ludgrove Preparatory Schoolban kezdte, majd Etonbe, azután a svájci bentlakásos Le Rosey intézetbe. Az iskolák elvégzése után a Sandhursti Királyi Katonai Akadémia hallgatója lett, ahol különösen az idegen nyelvek terén jeleskedett (az angol mellett franciául is folyékonyan beszél).

## Katonai pályafutása

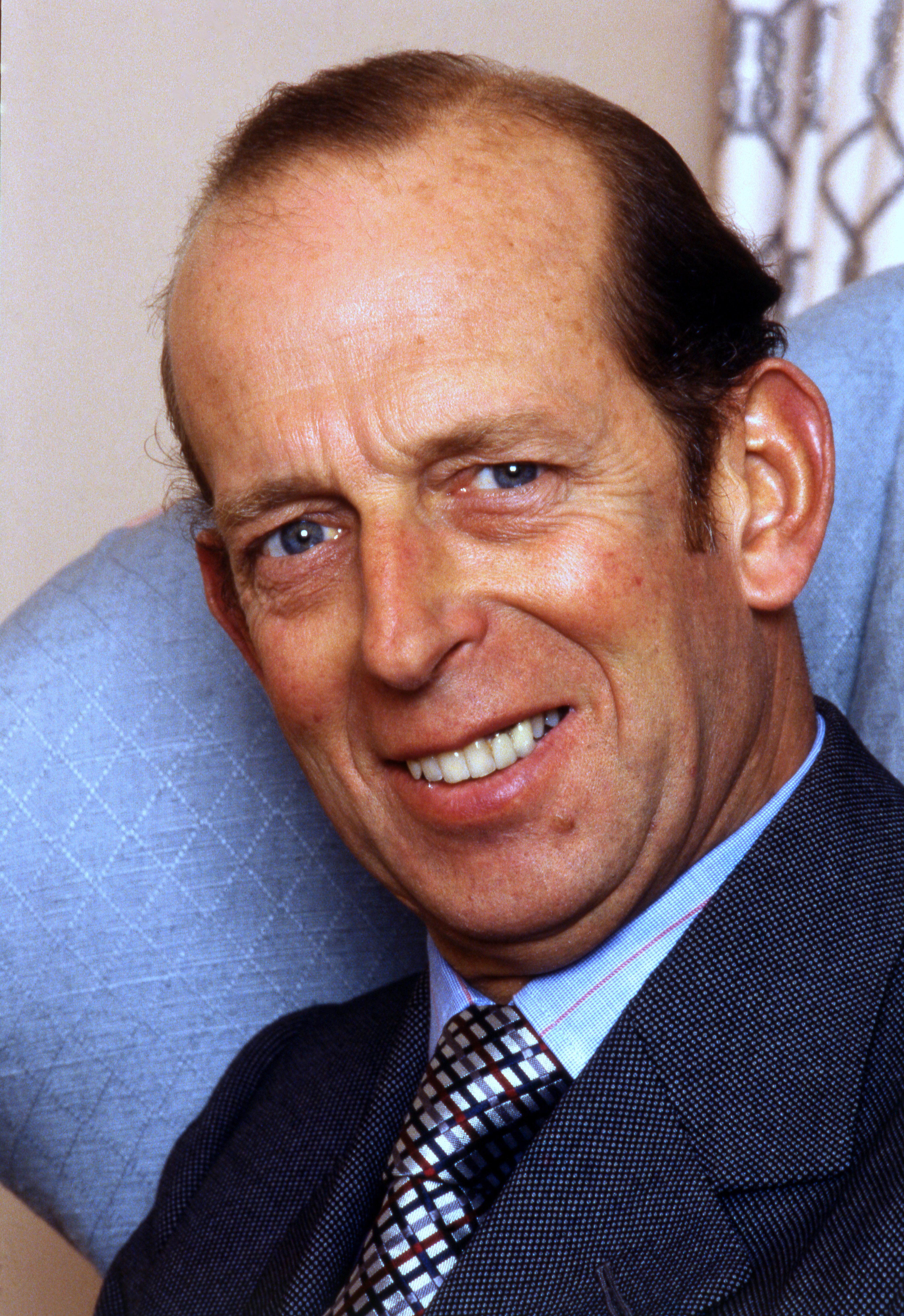
A kenti herceg Allan Warren 1989-es felvételén

Eduárd herceg 1955. július 29-én hadnagyként végezte el a sandhursti tisztképzőt és a Királyi Skót Szürkék ezredben kapta meg első beosztását. 1961. július 29-én előléptették századossá.
Katonai pályafutása során Eduárd herceg 1962–63-ban Hongkongban teljesített szolgálatot, később a brit Keleti Parancsnokság vezérkarában szolgált. 1967. december 31-én léptették elő őrnaggyá.
1970-ben Eduárd herceg volt ezrede egyik századának parancsnoka, mialatt Cipruson állomásoztak és az ENSZ által közvetített fegyverszünet betartását ellenőrizték a sziget török és görög fele között. 1973. június 30-án léptették elő alezredessé.
Eduárd herceg 1976. április 15-én, több mint 20 éves katonai karrier után szerelt le. Leszerelése után 1983. június 11-én vezérőrnagyi rangot kapott, majd 1993. június 11-én a brit hadsereg tábori marsalljává léptették elő.

## Házassága
Eduárd herceg 1961. június 8-án vette feleségül Katharine Worsley-t, Sir William Worsley és felesége, Joyce Morgan Brunner egyetlen leányát. Házassága után Katharine-t megillette az Ő királyi fensége Kent hercegnéje cím. Azonban 2002-től szívesebben használja az egyszerűbb Katharine Kent vagy a Katalin kenti hercegné nevet.
A hercegi párnak három gyermeke van:
- George, St Andrews grófja, 1962. június 26-án született, felesége Sylvana Windsor, szül. Tomaselli
- Lady Helen Taylor, 1964. április 28-án született, férje Timothy Taylor
- Lord Nicholas Windsor, 1970. július 25-én született, 2006-ban a Vatikánban feleségül vette Paola Doimi de Lupis de Frankopan grófnőt (a királyi család történelmében elsőként).

Katalin hercegnő 1994-ben felvette a római katolikus vallást, ennek ellenére Eduárd herceg nem vesztette el a trónöröklési rangsorban betöltött helyét (mivel elegett tett az 1701-es Act of Settlement előírásainak és az anglikán egyházhoz tartozó személlyel kötött házasságot). Lord Nicholas, anyja példáját követve, szintén római katolikus vallásra tért és ezzel automatikusan kizárta magát a trónöröklési rangsorból.
A herceg és a hercegné rezidenciája a Wren House, amely a Kensington-palota része.

## György, Kent 1. hercege leszármazottai
A részleges családfán megjelenítettük a Kent hercege cím öröklésében fontos személyeket. Feltüntettük azokat, akikről (2024) született magyar szócikk.
- V. György brit király (1865. június 3. – 1936. január 20.) Felesége: Teck Mária
  - VIII. Eduárd brit király
  - VI. György brit király
  - Mária brit királyi hercegnő
  - Henrik Gloucester 1. hercege (1900. március 31. - 1974. június 10.)
    - innen lásd Gloucester hercege

  - György, Kent 1. hercege (1902. december 20. - 1942. augusztus 25.) Felesége: Marina görög hercegnő (1906 – 1968)
    - Eduárd, Kent 2. hercege (1935. október 9. – ) Felesége: Katalin kenti hercegné[9] (1933 –)
      - George Windsor[10], St Andrews grófja (1962. június 26–) Felesége: Sylvana Tomaselli (1957–)
        - Edward Windsor[9], Lord Downpatrick (1988. december 2. –)
        - Marina Windsor[9] (1992. szeptember 30.–)
        - Amelia Windsor (1995. augusztus 24.–)

      - Helen Taylor (1964–) Férje: Timothy Verner Taylor (1963–)
        - négy gyerek

      - Nicholas Windsor (1970–) Felesége: Paola Louise Marica Doimi de Lupis
        - három gyerek

    - Alexandra (1936–) Férje: Angus Ogilvy (1928–2004)
      - James Ogilvy (1964–) Felesége: Julia Rawlinson
        - két gyerek

      - Marina Ogilvy (1966–) Férje: Paul Mowatt (1990 – 1997)

  - János brit királyi herceg (1905-1919)

## Hivatalos szereplései
A kenti herceg közel 50 éve vesz részt hivatalos rendezvényeken, legtöbbször unokatestvére, II. Erzsébet királynő képviseletében. Részt vett több brit gyarmat, Sierra Leone, Uganda, Guyana, Gambia és Ghána függetlenségének kikiáltásán vagy az évfordulós ünnepségeken. A királynő külföldi utazásai során az államtanács tagja is volt.
A brit kormány képviseletében 2001-ig Nagy-Britannia nemzetközi kereskedelmi és befektetési különmegbízottja volt. Ebben a tisztségében feladata volt a brit kereskedelmi és befektetési kapcsolatok előmozdítása a legfontosabb gazdasági partnernek számító országokban.
Eduárd herceg emellett a wimbledoni All England Lawn Tennis and Croquet Club elnöke, amely posztot édesanyjától, Marina hercegnétől vett át. Emellett a Nemzetközösségi Hadisírokat gondozó Bizottság (Commonwealth War Graves Commission), a RAF jótékony alapítványa, a Királyi Nemzeti Mentőcsónak Intézet, a Royal United Services Institute kutatóintézet elnöke, a Royal Society tagja.
Eduárd herceg a brit cserkészszövetség elnöke és 1967 óta az angol egyesült szabadkőműves páholy elnöke.

## Címei
Eduárd herceg apja, György kenti herceg 1942. augusztus 25-én repülőszerencsétlenségben elhunyt. Az akkor hat éves Eduárd örökölte a Kent herceg, St Andrews grófja és Downpatrick bárója címeket. 1959-ben foglalta el a Lordok Házában az őt megillető helyet.
- 1935. október 9. – 1942. augusztus 25.: Ő királyi felsége Kenti Eduárd brit királyi herceg
- 1942. augusztus 25. – : Ő királyi felsége Kenti herceg

A herceg teljes címe Ő királyi felsége Eduárd György Miklós Pál Patrik herceg, Kent hercege, Saint Andrews grófja, Downpatrick bárója, A Térdszalagrend királyi lovagja, a Szt. Mihály és Szt. György-rend nagykeresztes lovagja, a Királyi Viktória Rend nagykeresztes lovagja, Őfelsége szárnysegédje, tábori marsall.

### Kitüntetései

#### Egyesült Királyság
- A Térdszalagrend királyi lovagja (KG, 1985)
- A Szt. Mihály és Szt. György-rend nagykeresztes lovagja (GCMG)
  - Emellett a Szt. Mihály és Szt. György-rend nagymestere 1967 óta.
- A Királyi Viktória Rend nagykeresztes lovagja (GCVO, 1960)
- A királynő személyes szárnysegédje (ADC(P))
- II. Erzsébet koronázási emlékérem, 1953
- ENSZ kitüntetés az UNFICYP misszióban betöltött szerepéért, 1970
- II. Erzsébet Ezüstjubileumi Medál, 1977
- II. Erzsébet Aranyjubileumi Medál, 2002

#### Külföldi kitüntetései
- Szt. György és Konstantin rend lovagja (KSGC)
- A Tri Shakti Patta-rend 1. osztályú érdemérme
- Az Afrika Csillaga-rend lovagja
- A Jordán Csillaga-rend nagyöve
- A Szt. Olaf-rend nagykeresztje
- A Lengyel Köztársasági Érdemérem nagykeresztje
- A XIII. Károly-rend lovagja(2000)[11]

#### Tényleges rendfokozatai
- 1955–1961: Hadnagy
- 1961–1967: Százados
- 1967–1973: Őrnagy
- 1973. június 30.: mint alezredes szerelt le a brit hadseregből

#### Tiszteletbeli rendfokozatai
- 1983. június 11.: Vezérőrnagy[7]
- 1985. június 15.: A légierő marsallja[12]
- 1993. június 11.: A brit hadsereg tábori marsallja[8]
- 1996. július 1.: A légierő főmarsallja[13]

#### Tiszteletbeli katonai kinevezések
Egyesült Királyság
- Ezredes, Skót Őrezred
- Tiszteletbeli ezredes, Királyi Lövészezred
- Tiszteletbeli ezredes, Devonshire és Dorset Ezred[14]
- A The Rifles ezred első zászlóaljának ezredese
- Tiszteletbeli parancsnokhelyettes, Királyi Skót Dragonyos Őrezred[8]
- A RAF Leuchars légitámaszpont tiszteletbeli parancsnoka[15]

Nemzetközöség
- , a Lorne Scots ezred tiszteletbeli parancsnoka[16]

### Egyéb kinevezések
- A Surrey Egyetem kancellárja
- Az angol szabadkőműves páholyok nagymestere
- A British Computer Society védnöke
- A Trinity College of Music, London, védnöke